# Misurinellidae
Misurinellidae zijn een uitgestorven familie van weekdieren uit de klasse van de Gastropoda (slakken).

## Taxonomie
De volgende taxa zijn bij de familie ingedeeld:
- Geslacht  † Misurinella Bandel, 1994
  -  † Misurinella sinistrorsa (Kittl, 1894)
    - =  † Euchrysalis sinistrorsa Kittl, 1894[2]